# وجود المسيح السابق
مفهوم وجود المسيح السابق يؤكد وجود المسيح قبل تجسده بصورة يسوع. أحد مقاطع الكتاب المقدس ذات الصلة هي John 1:1–18، حيث يتم تعريف المسيح (في التفسير الثالوثي) بأنه أقنوم إلهي موجود مسبقًا (حقيقة موضوعية) يسمى لوجوس أو الكلمة. هناك وجهات نظر لاثالوثية تشكك في جانب الوجود الشخصي السابق أو جانب الألوهية أو كليهما.
هذه العقيدة مدعومة في يوحنا 17:5 عندما يشير يسوع إلى المجد الذي كان لديه مع الآب «قبل وجود العالم» خلال خطاب الوداع. يوحنا 17:24 يشير أيضا إلى الآب الذي أحب يسوع «قبل تأسيس العالم».

## المسيحية النيقية

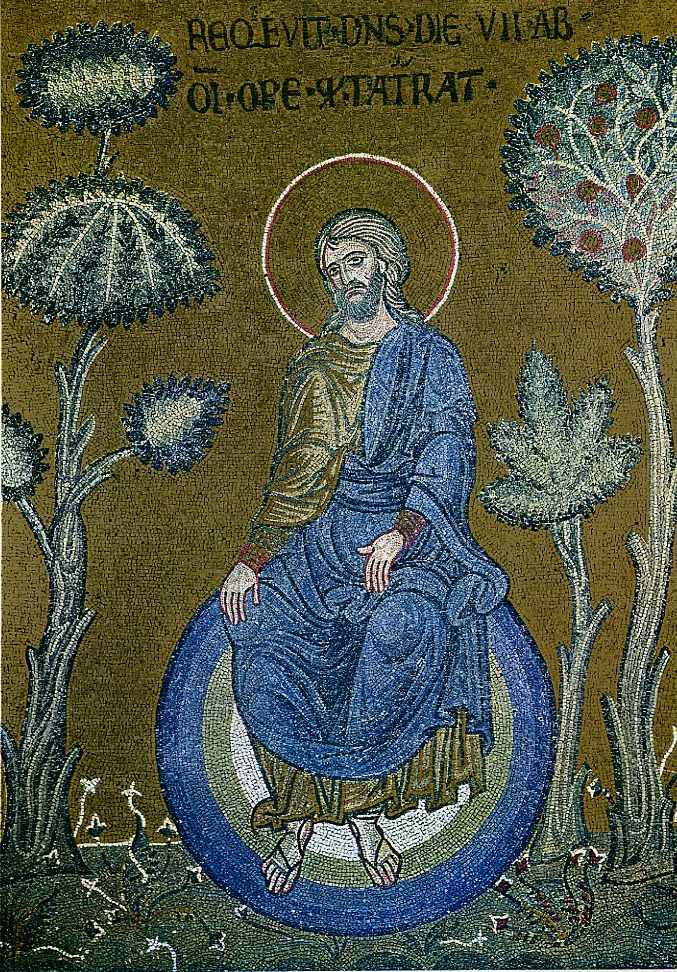
الله يستريح بعد الخلق - المسيح يصور بأنه خالق العالم في فسيفساء بيزنطية في مونريلي، صقلية. أصبحت صور الله الآب سائدة فقط في القرن الخامس عشر، وكان يسوع يظهر في كثير من الأحيان كبديل قبل ذلك.

## إنكار العقيدة
على مر التاريخ، كان هناك العديد من المجموعات والأفراد الذين يعتقدون أن وجود يسوع بدأ عندما تم ميلاده. أولئك الذين يعتبرون أنفسهم مسيحيين بينما ينكرون وجود المسيح مسبقًا، يمكن تقسيمهم إلى مجموعتين.
أولاً، هناك من يقبل مع ذلك الولادة العذرية. وهذا يشمل السوسيينيين، والموحدين الأوائل مثل جون بيدل، وناثانييل لاردنر. اليوم وجهة النظر هذه يحتفظ بها في المقام الأول الإخوة المسيحية. هذه المجموعات تعتبر عادة أن المسيح قد نبئ به في العهد القديم، لكنه لم يكن موجودا قبل ولادته.
ثانياً، هناك من ينكرون الولادة العذرية. وهذا يشمل الإبيونية والموحدين اللاحقين، مثل جوزيف بريستلي، وتوماس جيفرسون. غالبًا ما يوصف هذا الرأي بـ«التبنوي»، وفي القرن التاسع عشر كان يطلق عليه أيضًا اسم psilanthropism. وصف صموئيل تايلور كولريدج نفسه بأنه كان ذات يوم من أتباع تلك العقيدة، ويعتقد أن يسوع هو «الابن الحقيقي ليوسف». كان فريدريك شلايرماخر، الذي يُطلق عليه أحيانًا «والد اللاهوت الليبرالي»، أحد اللاهوتيين الألمان الذين تركوا فكرة الوجود الشخصي الوجودي السابق للمسيح، حيث علّموا أن «المسيح لم يكن إلهًا ولكن تم خلقه كرجل مثالي شكلت عصمته ألوهيته». بالمثل، رفض ألبريشت ريتشل وجود المسيح المسبق، مؤكدًا أن المسيح كان «ابن الله» فقط بمعنى أن «الله قد كشف عن نفسه في المسيح»  وأنجز المسيح «عملًا دينيًا وأخلاقيًا فينا الله وحده كان يمكن أن يفعله». في وقت لاحق، وصف رودولف بولتمان وجود المسيح السابق بأنه «ليس فقط غير منطقي ولكن بلا معنى تمامًا».

## بيبلوجرافيا
- Borgen, Peder. Early Christianity and Hellenistic Judaism. Edinburgh: T & T Clark Publishing. 1996.
- Brown, Raymond. An Introduction to the New Testament. New York: Doubleday. 1997.
- جيمس دان، Christology in the Making, London: SCM Press. 1989.
- Ferguson, Everett. Backgrounds in Early Christianity. Grand Rapids: Eerdmans Publishing. 1993.
- Greene, Colin J. D. Christology in Cultural Perspective: Marking Out the Horizons. Grand Rapids: InterVarsity Press. Eerdmans Publishing. 2003.
- روجر هايت. Jesus Symbol of God. Maryknoll, NY: Orbis Books. 1999.
- Holt, Bradley P. Thirsty for God: A Brief History of Christian Spirituality. Minneapolis: Fortress Press. 2005.
- Letham, Robert. The Work of Christ. Downers Grove: InterVarsity Press. 1993.
- Macleod, Donald. The Person of Christ. Downers Grove: InterVarsity Press. 1998.
- ليستر ماكغراث. Historical Theology: An Introduction to the History of Christian Thought. Oxford: Blackwell Publishing. 1998.
- Macquarrie, J.. Jesus Christ in Modern Thought. London: SCM Press. 1990.
- Norris, Richard A. Jr. The Christological Controversy. Philadelphia: Fortress Press. 1980.
- O'Collins, Gerald. Salvation for All: God's Other Peoples. Oxford: دار نشر جامعة أكسفورد. 2008.
- قالب:Long dash Christology: A Biblical, Historical, and Systematic Study of Jesus. Oxford: دار نشر جامعة أكسفورد. 2009.
- Pelikan, Jaroslav. Development of Christian Doctrine: Some Historical Prolegomena. London: Yale University Press. 1969.
- قالب:Long dash The Emergence of the Catholic Tradition (100–600). Chicago: University of Chicago Press. 1971.
- Tyson, John R. Invitation to Christian Spirituality: An Ecumenical Anthology. New York: Oxford University Press. 1999.
- Wilson, R. Mcl. Gnosis and the New Testament. Philadelphia: Fortress Press. 1968.
- Witherington, Ben III. The Jesus Quest: The Third Search for the Jew of Nazareth. Downers Grove: InterVarsity Press. 1995.